# Austrodromia peruviana
Austrodromia peruviana är en tvåvingeart som beskrevs av Chillcott 1983. Austrodromia peruviana ingår i släktet Austrodromia och familjen puckeldansflugor.
Artens utbredningsområde är Peru. Inga underarter finns listade i Catalogue of Life.